# 白龙马

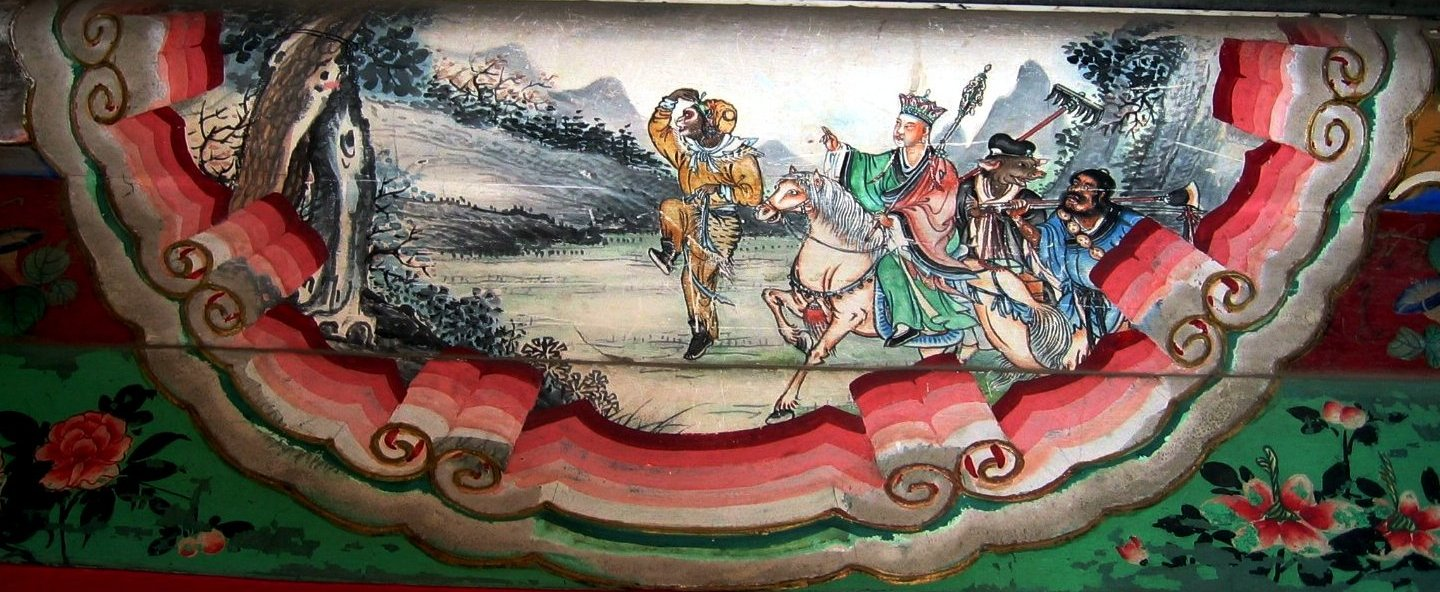
騎著白龙马西天取經的唐三藏與徒弟們

白龍馬，或稱為玉龍，是《西遊記》中的人物，為西海龍王敖閏三太子變化而成的白馬。故事中因為誤食了原本唐三藏的座騎馬，由於玉龍已為觀音菩薩所點化，原是要保助唐三藏上西天取經，因此自己化身為白馬，成為唐僧的座騎，後封為八部天龍廣力菩薩。

## 劇中表現
根據明代章回小說《西遊記》所述，白龙馬原是西海龙王敖闰殿下的三太子。三太子因纵火烧了殿上玉帝赐的明珠，触犯天条，犯下死罪，因由大慈大悲的南海观世音菩萨出面幸免于难，被贬到蛇盘山等待唐僧西天取经。他不识唐僧和孙悟空，误食唐僧坐骑白马，后来小白龙被观世音菩萨点化，锯角退鳞，变化成白龙马，皈依佛门，取经路上供唐僧坐骑，任劳任怨，历尽艰辛，终于修成正果，取经归来，獲如来佛祖升为八部天龙广力菩萨。后在化龙池得复原身，盘绕在大雷音寺的擎天华表柱上。
在《西游记》目录或书中诗赋，白龙马也常称作意马。
白龍馬實際上是在孫悟空之後，第二個加入唐僧取經一行的成員。一般時候，他默默擔任唐僧坐騎任務，馱載唐僧前往西方取經，並不參與戰鬥；唯在最危急的关头偶會行動。例如第三十回，孫悟空因八戒讒言，遭唐僧逐走；而唐僧自己卻遇到妖魔栽贓，变为虎形，用鐵繩鎖在籠裡，生死未卜；而此時八戒、沙僧二人皆不在身旁，唐僧因無人可救，陷入绝境。此時，白龙马心想若再不出手，恐將萬劫不復，於是抖去缰绳鞍辔，纵身化回龙的原形，潛入王宮，並變為宮女與妖魔相周旋，不幸負傷而敗。最後他半責備半以師兄身份，訓令八戒立即前往花果山找悟空道歉，以央求悟空回來拯救師父脫離危難。

## 影像作品
央視電視劇《西遊記》對祭賽國部分進行大量刪改，改成小白龍是因為未婚妻被九頭蟲搶走而縱火的。原著中並沒有這個小白龍被夺妻的情節。

## 相关
龙马 (传说)，传说中是一种兼具龙和马形态的生物，记载于《五杂俎》和《龙马记》为一种传说的瑞兽。